# École d'architecture de Nancy
L’Ecole nationale supérieure d'architecture de Nancy (EAN) è una scuola di architettura francese fondata nel 1969 e situata a Nancy, in Lorena, Francia.

## L'istituzione
Nasce dalla riforma scolastica del 1968 che ha separato l'insegnamento dell'architettura dalla scuola di belle arti di Nancy come Unité Pédagogique de Nancy.
Rappresenta uno dei ventuno stabilimenti pubblici amministrativi d'insegnamento superiore di architettura in Francia che permettono di conseguire il diploma statale di architetto.
Prima del 1996, data della costruzione attuale, la scuola era situata nel parco del castello di Villers-lès-Nancy sin dal 1970. Questo edificio temporaneo progettato dall'architetto Michel Folliasson, venne distrutto dal fuoco pochi anni dopo il suo abbandono : era un ampio piano aperto coperto da una travatura reticolare di metallo ideata dal designer Jean Prouvé.

## L'edificio
L'edificio è opera dell'architetto ticinese Livio Vacchini, e rappresenta un'importante costruzione situata nella zona di urbanizzazione « ZAC Stanislas-Meurthe ». La scuola è formata con elementi in cemento armato, prefabbricato sul posto.
La sua costruzione ebbe inizio il 5 luglio 1994 e inaugurata nel 1996. Livio Vacchini ha disegnato un edificio simmetrico, la cui biblioteca, fungendo da epicentro, sembra propagarsi verticalmente a tutta la costruzione, attraverso il volume dell'atrio. Ed è proprio nell'atrio che l'artista Felice Varini ha scelto di proiettare forme di colore blu che illuminano gli elementi architettonici che coprono l'atrio e che si ricompongono quando le si osservano dai piani più alti.
L'edificio è una struttura evidente, onnipresente, consiste in un assemblaggio di pilastri quadrati (43 × 43 × altezza 296 cm) e di volte che formano un pavimento anche in cemento armato, con stanze per lo studio che arrivano a misurare a volte oltre dieci metri. Le proporzioni armoniche hanno  direttamente origine dal Modulor (schermo costruttivo 2,26 × 9,57 m).
Il cemento bianco lascia intravedere la tonalità rosa dovuta alla sabbia della Mosella con la quale è fabbricato. L'edificio stupisce poiché a prima vista presenta poche aperture. L'entrata amministrativa è posta su Via Bastien Lepage, mentre la facciata dispone, solo al piano terra di vetrate orizzontali. Nel progetto iniziale, i due grandi patii che illuminano le gallerie laterali dei tre piani dovevano aprire su questa via. La facciata laterale sulla Via Henri-Bazin (identica a quella del lato opposto), alterna regolarmente ampie baie verticali a pilastri di cemento armato, inseriti dietro grandi « fruste », una sorta di piloni profilati auto-stabili e di altezza uguale lanciati verso il cielo e disposti ad intervalli uguali. Questa armonica si prolunga davanti alla facciata.
La facciata sul quadrato situata sul canale della Marne al Reno è considerata la più monolitica. È animata dagli elementi di rivestimento, sotto forma di scatole cave in cemento, le cui le ombreggiature sostengono la visione orizzontale dell'edificio. Questa dimensione delle maglie rettangolari sembra riprodursi nell'alternativa lineare delle parti lastricate e dei nastri di prato inglese che costituiscono il quadrato. Quest'entrata secondaria venne concepita come la vera e propria entrata per gli studenti.
Per ogni livello, il suolo presenta una superficie uniforme senza giunti, in resina dai colori vivi (rosso per la terra, gialla per la luce al primo piano, ed  azzurro per il cielo al secondo piano) che diffondono la loro luce colorata verso le pallide asperità del cemento.
Le falegnamerie esterne in alluminio sono molto presenti, in modo visivo, al livello dei patî esterni. Segue una divisione dei piani per funzioni :
- Scantinato: anfiteatri e parcheggi.
- Piano terra: hall accoglienza ed esposizione, caffetteria, servizio della scolarità, reprografia e cabina, mediateca al centro e gli accessi agli anfiteatri.
- Primo piano: diviso tra sale di corso ed uffici.
- Secondo piano: laboratori di ricerca, sale informatica e sala Jean Prouvé fornita dei mobili originali del famoso creatore da Nancy.

## Ricerca e teoria
- CRAI
- LHAC